# L'ombra (film 1954)
L'ombra è un film del 1954 diretto da Giorgio Bianchi.
Il soggetto è tratto dall'omonima opera teatrale di Dario Niccodemi.

## Trama
La protagonista Alberta diventa paralitica in seguito ad un incidente stradale e viene assistita dal marito Gerardo ed un'amica di gioventù, Elena. Tra i due però nasce l'amore e decidono di andarsene, lasciando sola Alberta.
Anni dopo Alberta riesce a guarire mentre Elena muore in un altro incidente, la donna decide così di perdonare Gerardo e prendersi cura del figlio avuto dalla coppia.

## Produzione
Il film è ascrivibile al filone dei melodrammi sentimentali strappalacrime (poi ribattezzati dalla critica come neorealismo d'appendice), allora in voga tra il pubblico italiano.

## Distribuzione
Il film venne distribuito nel circuito cinematografico italiano a partire dal 26 dicembre del 1954.
Venne in seguito distribuito anche in Francia, il 29 settembre del 1955 con il titolo L'Ombre.

## Opere correlate
L'opera di Niccodemi era già stata trasposta al cinema all'epoca del muto con l'omonima pellicola diretta da Mario Almirante nel 1923 con protagonista Italia Almirante Manzini.
Sempre nel 1954 la piéce fu trasposta anche in televisione (che in Italia aveva appena iniziato le sue trasmissioni ufficiali), con Isa Miranda come protagonista.